# Фонд Лесі та Петра Ковалевих
Фонд Лесі та Петра Ковалевих — фонд при Союзі українок Америки, заснований у 1967 році для підтримки творців української науки та літератури.
Фундатори нагороди у своєму заповіті відзначили: «Ми хотіли б заохотити до змалювання минулого чи сучасного України…».

## Подружжя Ковалевих
Подружжя Ковалевих походило з центральних українських земель.
Петро Ковалів до 1919 року працював аташе дипломатичної місії Української Народної Республіки в Голандії та Бельгії, Пізніше подружжя Ковалевих мешкало у Швейцарії.
Створення Фонду було виявом їхнього патріотизму та усвідомлення значення літератури та науки для національного розвою.

## Конкурс
Лауреатами премії Фонду Лесі та Петра Ковалевих у різні роки були Леонід Плющ, Тамара Гундорова, Юрій Андрухович, Софія Майданська, Оксана Забужко, Марта Тарнавська, Віра Вовк, Василь Ґабор, Михайлина Коцюбинська, Олександр Ірванець, Василь Махно, Лариса Онишкевич, Оксана Луцишина, Богдана Матіяш, Раїса Лиша, Марія Ревакович, Остап Сливинський, Дзвінка Матіяш, Софія Андрухович, Мирослав Лаюк, Богдан Задура (Польща), Василь Герасим'юк, Василь Голобородько, Андрій Любка, Любов Якимчук і Зеня Томкінс.
На оголошений в 2019 році конкурс приймаються твори, написані українською мовою. Номінації: «Поезія», «Проза», «Переклад» (поезія, проза).
Переможці в кожній з номінацій отримають грошові винагороди — по 1000 доларів США відповідно.